# 턴오버 (음식)

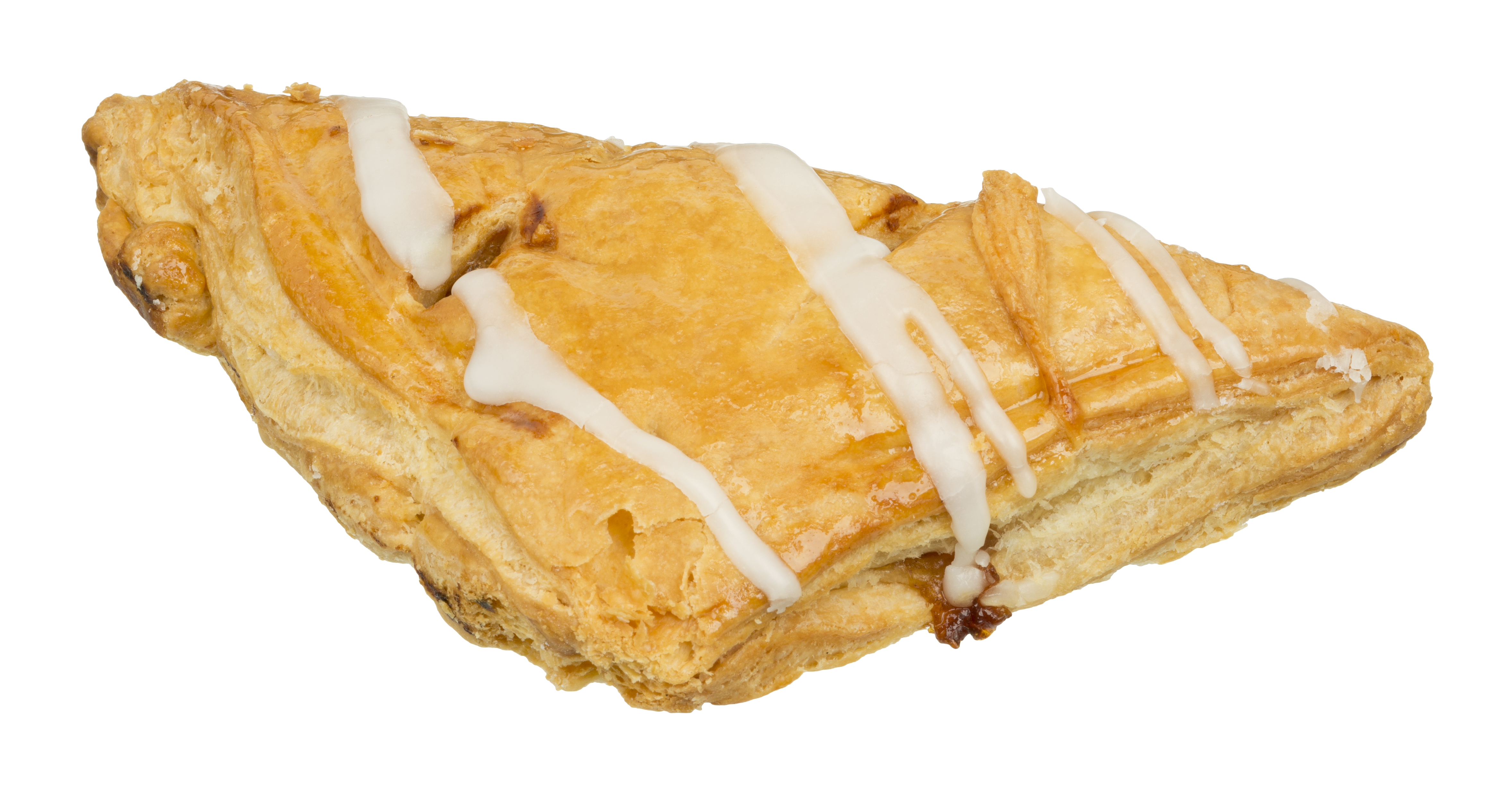
사과로 채워진 턴오버

턴오버(turnover)는 반죽 조각에 속을 채우고 반죽을 접어 밀봉한 다음 굽는 페이스트리의 일종이다. 턴오버는 달콤하거나 짭짤할 수 있으며 종종 일종의 휴대용 식사 또는 디저트로 만들어진다. 종종 아침 식사로 먹는다.
달콤한 턴오버는 과일 속을 채우고 퍼프 페이스트리 또는 쇼트크러스트 페이스트리 반죽으로 만들고 아이싱으로 덮는 것이 일반적이다. 풍미있는 턴오버는 일반적으로 고기 및 / 또는 야채를 포함하며 모든 종류의 반죽으로 만들 수 있지만 반죽 된 효모 반죽은 서양 요리에서 가장 흔한 것으로 보인다. 일반적으로 굽지만 튀길 수도 있다.
짭짤한 턴오버는 종종 슈퍼마켓에서 편의 식품으로 판매된다. 육류 또는 가금류를 포함하고 미국에서 매출로 식별되는 짭짤한 턴오버(예: "쇠고기 턴오버" 또는 "치즈 치킨 턴오버")는 식별 기준 또는 구성 기준을 충족해야 하며 특정 양의 육류 또는 가금류를 포함해야 한다.

## 같이 보기
- 뵈레크
- 브라이디
- 칼초네
- 카리팝
- 엠파나다
- 파티 (음식)
- 소를 넣은 음식 목록
- 파스텔 (음식)
- 패스티
- 사모사
- 슈트루델